# Grupo de Treino N.º 1 da RAAF
O Grupo de Treino N.º 1 da RAAF foi um grupo da Real Força Aérea Australiana (RAAF). Foi criado em Melbourne em agosto de 1941 como parte de uma reorganização da força aérea e foi dissolvido após a guerra em janeiro de 1946.

## História
Antes da Segunda Guerra Mundial, a Real Força Aérea Australiana era pequena o suficiente para que todos os seus elementos fossem controlados directamente pelo QG da RAAF em Melbourne. Depois de a guerra estourar em setembro de 1939, a RAAF começou a descentralizar a sua estrutura de comando proporcionalmente aos aumentos esperados em efectivos e unidades. O seu movimento inicial nessa direcção foi criar os grupos N.º 1 e N.º 2 para controlar unidades em Victoria e New South Wales, respectivamente. Então, entre março de 1940 e maio de 1941, a RAAF dividiu a Austrália e a Nova Guiné em quatro zonas de comando e controle geograficamente divididas: Comando da Área Central, Comando da Área do Sul, Comando da Área Ocidental e Comando da Área do Norte. Cada uma era liderada por um Comandante Oficial Aéreo (AOC) responsável pela administração e operações de todas as bases aéreas e unidades dentro dos seus limites.